# Malte Rauch
Malte Rauch (* 1937 in Usingen) ist ein deutscher Publizist und Filmemacher.

## Leben und Wirken
Rauch studierte nach dem Abitur an der Johann Wolfgang Goethe-Universität Frankfurt am Main bei Max Horkheimer und Theodor W. Adorno. Während des Studiums begann er als Redakteur bei der Studentenzeitung diskus. Anschließend war er für den Jugendfunk des Hessischen Rundfunks und bei der BBC in London tätig. 1968 arbeitete er als freier Korrespondent in Paris für Zeitungen, Hörfunk und das TV-Kulturmagazin Spectrum des WDR; dann wurde er im Rahmen der Studentenunruhen aus Frankreich ausgewiesen. Mit Samuel Schirmbeck entstanden Filme und parallele Buchproduktionen zu den Aufständen in Frankreich und Portugal. Weitere Filme folgten. Gegen die Behauptung von Douglas Selvage und Christopher Nehring, dass der Film Aids – Die Afrikalegende, den er 1989 mit Heimo Claasen drehte und im WDR zeigte, von der Staatssicherheit der DDR finanziert worden sei, klagte er zunächst erfolgreich. Fasziniert vom Thema, begann er auch seinen Film Die Rollbahn (2003) über Zwangsarbeiterinnen aus dem KZ-Außenlager Walldorf, die 1944 die erste Rollbahn am Flughafen Frankfurt Main gebaut haben, ohne Auftrag und ohne vorliegende Finanzierung. 2014 startete Rauch gemeinsam mit Esther Zeschky den Videoblog Telefon Trottoir – Fernsehen aus dem Nordend, auf dem Porträts von Frankfurtern veröffentlicht werden.

## Bücher
- mit Samuel Schirmbeck: Die Barrikaden von Paris. Der Aufstand der französischen Arbeiter und Studenten. Europäische Verlagsanstalt, Frankfurt am Main 1968, DNB 457885327.
- mit Christiane Gerhards, Samuel Schirmbeck: Volkserziehung in Portugal. Berichte, Analysen, Dokumente. Rowohlt, Reinbek bei Hamburg 1976, ISBN 3-499-16984-3.
- mit Christiane Gerhards, Paul Staal: Im Dschungel der Informationen. Ein Lesebuch zum Film des gleichen Titels. Con, Bremen 1979, ISBN 3-88526-000-X.

## Filmographie (Auswahl)
- Isle of Wight: Gegengesellschaft Oder Festival-Ramsch? (1970, mit Bernd Schütze)
- Frankreich: Die Zukunft begann im Mai (1971)
- Auf Abruf hinter Gittern (1973, mit Christiane Gerhards)
- Viva Portugal. Die Nelkenrevolution (1975, mit Christiane Gerhards und Samuel Schirmbeck; Preis der internationalen Filmkritik)
- Frankfurt – Conakry – Rückkehr ins Land der Elefanten (1986, mit Jean Claude Diallo)
- Aids – Die Afrikalegende (1989, mit Heimo Claasen)
- Einfach nur Lustiger sein – Ein Kardinal und seine jüdische Familie (1997)
- Die Rollbahn (2003, mit Bernhard Türcke, Eva Voosen)[1]
- Blues March – Der Soldat Jon Hendricks (2009)[4]